# Sãs
Sãs (Saan), também conhecidos como bosquímanos, são membros de várias etnias indígenas de caçadores-coletores da África Austral, cujos territórios abrangem Botsuana, Namíbia, Angola, Zâmbia, Zimbábue e África do Sul. Há uma diferença linguística significativa entre os povos do norte que vivem entre o rio Cubango no Parque Nacional Etosha em Botsuana e no noroeste da Namíbia, estendendo-se ao sul de Angola; os povos centrais da maioria da Namíbia e Botsuana, que se estendem para a Zâmbia e o Zimbábue; e os povos do sul do Calaári central, em direção ao rio Molopo, que são o último remanescente do anteriormente extensa etnia sã da África do Sul.
Eles contribuem uma riqueza de informações para os campos da antropologia e da genética. Um amplo estudo sobre a diversidade genética africana concluído em 2009 descobriu que os sãs estavam entre as cinco populações com os níveis mais altos medidos de diversidade genética entre os 121 populações africanas distintas amostradas. Os sãs são um dos catorze povos ainda existentes da chamada "população ancestral" existentes, a partir do qual todos os seres humanos modernos conhecidos descendem.